# Bogdan Krzyżaniak
Bogdan Krzyżaniak (ur. 19 lutego 1936 w Szamocinie, zm. 26 września 1997 w Toruniu) – polski żużlowiec.
Ojciec Jacka Krzyżaniaka, również żużlowca.

## Życiorys
Z zawodu mechanik samochodowy, był brygadzistą transportu wewnętrznego. Licencję żużlową zdał w 1957 r. Karierę rozpoczął w 1961 r. w plastronie Polonii Piła. Do toruńskiego klubu trafił w 1967 r. W 1976 r. wywalczył ze Stalą Toruń awans do I ligi. Jednak 40-letni wówczas Krzyżaniak uznał, że I liga to dla niego zbyt wysokie progi, więc w latach 1977–1979 reprezentował Gwardię Łódź. Karierę zakończył w wieku 43 lat. W 1963 zdobył Złoty Kask w NRD.